# Просмотр (программа)
«Просмотр» (англ. Preview) — программа для просмотра файлов в среде macOS. Основное назначение программы — просмотр на экране компьютера графических файлов и файлов формата Portable Document Format (PDF). Помимо просмотра файлов, эта программа может импортировать изображения из сканера и цифрового фотоаппарата, выполнять их коррекцию и конвертировать изображения в другие форматы.

## Поддерживаемые типы файлов
С помощью программы можно просматривать файлы следующих типов:
- 3FR — файлы необработанных данных изображения Hasselblad,
- AI — файлы векторных изображений Adobe Illustrator,
- BMP — файлы растровых изображенийMicrosoft,
- CR3- файлы RAW цифровых фотоаппаратов Canon EOS,
- DAE — файлы обмена между 3D приложениями,
- DGT — файлы DST Thumbnail,
- DNG — файлы Digital Negative Image,
- DOCX — файлы Microsoft Word Document,
- DOTX — файлы Microsoft Word Template,
- EPS (EPSF) — файлы Encapsulated PostScript Format,
- EXR — файлы OpenEXR Image,
- FAX — файлы Now Contact Fax Template,
- FFF — файлы Hasselblad RAW Image,
- FPX — файлы FlashPix Bitmap Image,
- GIF — файлы Graphics Interchange Format,
- HDR — файлы изображений High Dynamic Range,
- HEIF (HEIC) — файлы High Efficiency Image Format,
- ICNS — файлы значков macOS,
- ICO — файлы значков Microsoft Windows,
- JFI — файлы JPEG File Interchange Image,
- JP2 — файлы Joint Photographic Experts Group 2000,
- JPG (JPEG) — файлы Joint Photographic Experts Group,
- KDI — файлы KD Player Skin Image,
- KEY — файлы Software License Key,
- LPDF — файлы Localized PDF,
- PDF — файлы Portable Document Format,
- PICT (PIC, PCT) — файлы Macintosh PICT,
- PNG — файлы Portable Network Graphics,
- POP — файлы Popcon,
- PPTX (PPT) — файл Microsoft PowerPoint Presentation,
- PSD — файлы Adobe Photoshop,
- QTIF — файлы изображений QuickTime,
- RAD — файлы Reality Adlib Tracker Module,
- RAW — файлы Raw Image Data,
- S2MV — файлы StarCraft 2 Map Preview,
- SGI — файлы Silicon Graphics Image,
- SPIFF — файлы Still Picture Interchange File Format,
- STL — файлы Stereolithography,
- TGA — файлы Truevision TGA,
- THM — файлы Generic Thumbnail Image,
- TIF (TIFF) — файлы Tagged Image Format,
- WWF — файлы модифицированного формата PDF от WWF Германии,
- XBM — файлы X BitMap.

Начиная с версии macOS Ventura более нет поддержки просмотра файлов PostScript (.ps) и Encapsulated PostScript (.eps) в приложении «Просмотр». Но они по прежнему доступны для печати при перетаскивании в окно очереди принтера.
Ранее в Mac OS X Panther «Просмотр» мог воспроизводить анимированные GIF изображения при добавлении кнопки воспроизведения, но с версии Mac OS X Tiger он утратил такую возможность и теперь GIF отображаются как отдельные кадры в боковой панели «Миниатюры».

## Возможности

### Импорт и экспорт
При выборе функции «Экспортировать…» в сплывающем меню «Формат» имеется возможность выбрать некоторые параметры сохраняемого файла: название, теги, местоположение, формат и качество. Также программа отобразит размер экспортируемого файла.
В параметре «Формат» на выбор предложен упрощённый список форматов (HEIC, JPEG, JPEG-2000, OpenEXR, PDF, PNG и TIFF). При удержании клавиши ⌥ Option и нажатии на параметр «формат», открывается меню с полным списком форматов (GIF, HEIC, ICNS, JPEG, JPEG-2000, KTX, Microsoft BMP, Microsoft Icon, OpenEXR, PBM/PGM/PPM, PDF, Photoshop, PNG, PostScript, PVRTC, TGA, TIFF).

### Редактирование изображений
- Обрезка, изменение размера или поворот изображения;
- Преобразование файлов изображений;
- Извлечение изображения или удаление фона;
- Добавление пометок к изображениям;
- Просмотр изображения на другом устройстве;
- Применение цветового профиля к изображению.

### Работа с PDF файлами
- Заполнение и подписывание форм;
- Выделение и копирование текста в файле;
- Выделение, подчёркивание и зачёркивание текста;
- Добавление примечаний и «облачков» в файл;
- Добавление пометок к файлам;
- Объединение документов;
- Добавление, удаление и перемещение страниц;
- Обрезка или поворот файла;
- Добавление эффектов в файл.

### Изменение настроек

#### Общие
- Фон окна: Изменение фона окна программы.

#### Изображение
- При открытии файлов: Определение способа открытия файлов: «Открывать все файлы в одном окне», «Открывать группы файлов в том же окне», «Открывать каждый файл в новом окне»;
- Определить масштаб 100 %.

#### PDF
- Определить масштаб 100 %;
- При открытии документов: Открытие документов на последней просмотренной странице или на первой;
- При первом открытии: Способ отображение документов: «Непрерывная прокрутка», «Одна страница» или «Две страницы»;
- При просмотре документов: Включение отображения нумерации страниц римскими цифрами;
- Пометки: Добавление указанного имени к пометкам в документе.